# Bathymicrops brevianalis
Bathymicrops brevianalis är en fiskart som beskrevs av Nielsen, 1966. Bathymicrops brevianalis ingår i släktet Bathymicrops och familjen Ipnopidae. Inga underarter finns listade.